# 1820 Lohmann
1820 Lohmann este un asteroid din centura principală, descoperit pe 2 august 1949, de Karl Reinmuth.